# You+Me
You+Me est un duo formé par la chanteuse américaine P!nk et l'auteur-compositeur-interprète canadien Dallas Green en 2014. 
Les deux artistes ont annoncé conjointement la formation de leur duo le 8 septembre 2014,, jour de l'anniversaire de P!nk. Le même jour, ils ont annoncé la sortie de leur premier opus, Rose ave., du premier single You and Me, et ont divulgué les différents liens web officiels de leur projet (site dédié, Twitter, facebook, YouTube).

## Biographie
P!nk et Dallas Green se sont rencontrés en 2011, grâce au mari de P!nk, Carey Hart, qui est un fan de City and Colour.
Les deux artistes ont fait un premier duo improvisé le 3 novembre 2011, lors d'un concert de City and Colour à l'Orpheum de Los Angeles. Ils ont chanté ensemble What Makes a Man?.
Après sa tournée 2013-2014, The Truth About Love Tour, P!nk demande à Dallas s'il serait intéressé pour faire une chanson avec elle. Dallas accepte et rejoint P!nk en Californie pour écrire un titre. Quelques jours plus tard, ils sortent du studio avec un album de 10 titres.
Leur premier opus, Rose ave., sort le 13 octobre 2014 en France. Il sort sous les labels des deux artistes, RCA Records (label de P!nk) et Dine Alone Records (label indépendant de City and Colour).
Les deux artistes ne font aucune promotion pour leur album, si ce n'est via les réseaux sociaux et la page officielle de You+Me.

Chose inhabituelle, les trois premiers singles sont sortis en l'espace de 3 semaines, et l'intégralité de l'album était disponible en streaming sur le site du label de P!nk une semaine avant la sortie dans les bacs.

## Discographie

### Albums
| Année | Titre     | Label                           | Format                     |
| ----- | --------- | ------------------------------- | -------------------------- |
| 2014  | Rose ave. | RCA Records, Dine Alone Records | CD, vinyle, téléchargement |

### Singles
| Année | Titre           | Date de sortie | Album     |
| ----- | --------------- | -------------- | --------- |
| 2014  | You and Me      | 8 septembre    | Rose ave. |
| 2014  | Break the Cycle | 22 septembre   | Rose ave. |
| 2014  | Capsized        | 29 septembre   | Rose ave. |